# Marquard Hildemar
Marquard Hildemar († 1300 in Lübeck) war ein Bürgermeister der Hansestadt Lübeck.
Marquard Hildemar gehörte dem Rat seit 1283 an und war in den Jahren 1286, 1290, 1293 und von 1297 bis zu seinem Tod im Jahr 1300 Bürgermeister der Stadt. Er ist als Eigentümer einer größeren Anzahl von Grundstücken in der Stadt nachgewiesen und besaß einen Hof in Israelsdorf vor den Toren der Stadt. Die Stadt vertrat er 1298 in dem Streit mit dem Lübecker Bischof Burkhard von Serkem und dem Lübecker Domkapitel, bei dem es um die Eigentumsrechte an Liubice ging. Er wurde in einer von seiner Familie errichteten Seitenkapelle des Lübecker Doms bestattet.